# Angel (Pornodarstellerin)

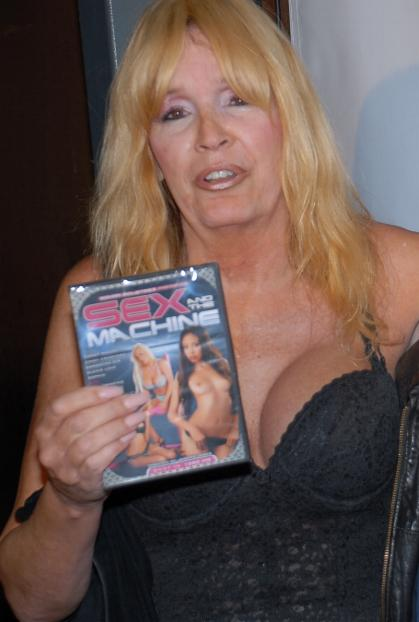
Jennifer James, 2007

Angel (* 1966 als Jennifer James), auch bekannt als Jennifer James und Brandee, ist eine ehemalige US-amerikanische Pornodarstellerin.

## Leben
Nach Versuchen als Model begann Angel im Jahre 1984 ihre Karriere in der Pornobranche und wirkte bis 1991 in weniger als vierzig Filmen mit. Die deutsch- und irischstämmige Darstellerin drehte nur etwa sieben Filme pro Jahr, was bei anderen Darstellerinnen eher einem Monatspensum entsprach, erfreute sich aber dennoch steigender Beliebtheit. Im Oktober 1985 wurde Angel als eine der wenigen zum Zeitpunkt bereits in der Pornografie tätigen Darstellerinnen Penthouse Pet of the Month. Üblicherweise folgte die pornografische Laufbahn nämlich erst nach dem Cover für Penthouse. Im Folgejahr wurde sie zum Besten Neuen Sternchen der Branche gekürt. 1988 zog Angel sich zurück, bevor sie 1991 kurzzeitig zurückkehrte, aber mit ihren Körpermaßen sowie mit ihrer Leistung nicht an die erfolgreichen Vorjahre anknüpfen konnte.

## Auszeichnungen
- 1985: Penthouse Pet of the Month, Oktober
- 1986: AVN Award als Best New Starlet[3]
- 1986: nominiert für den AVN Award für Best Shot-on-Video Sex Scene in Angel’s Revenge (gemeinsam mit Harry Reems)
- 1986: nominiert für den AVN Award für Best Shot-on-Video Sex Scene in Dangerous Stuff (gemeinsam mit Eric Edwards)